# Xiqin, Tibet
Xiqin (kinesiska: 锡钦, 锡钦乡) är en socken i Kina. Den ligger i den autonoma regionen Tibet, i den sydvästra delen av landet, omkring 330 kilometer väster om regionhuvudstaden Lhasa. Antalet invånare är 5 730. Befolkningen består av 2 832 kvinnor och 2 898 män. Barn under 15 år utgör 27,0 %, vuxna 15-64 år 67 %, och äldre över 65 år 4,0 %.
Genomsnittlig årsnederbörd är 521 millimeter. Den regnigaste månaden är juli, med i genomsnitt 171 mm nederbörd, och den torraste är mars, med 2 mm nederbörd.